# AGOVV in het seizoen 1965/66
Het seizoen 1965/1966 was het 12e jaar in het bestaan van de Apeldoornse betaaldvoetbalclub AGOVV. De club kwam uit in de Tweede divisie A en eindigde daarin op de 11e plaats. Tevens deed de club mee aan het toernooi om de KNVB beker, hierin werd de club in de groepsfase uitgeschakeld.

## Wedstrijdstatistieken

### Tweede divisie A
|       | Gooiland | De Graafschap | Heerenveen | Hilversum | HVC   | PEC   | Tubantia | Veendam | Vitesse | Wageningen | FC Zaanstreek | ZFC   | Zwartemeer | Zwolsche Boys |
| ----- | -------- | ------------- | ---------- | --------- | ----- | ----- | -------- | ------- | ------- | ---------- | ------------- | ----- | ---------- | ------------- |
| Thuis | 3 – 1    | 0 – 5         | 4 – 0      | 1 – 1     | 0 – 1 | 3 – 2 | 0 – 2    | 2 – 1   | 0 – 2   | 2 – 3      | 0 – 2         | 2 – 1 | 2 – 3      | 5 – 0         |
| Uit   | 4 – 1    | 1 – 0         | 5 – 1      | 0 – 2     | 3 – 1 | 1 – 1 | 2 – 1    | 4 – 0   | 1 – 0   | 2 – 2      | 1 – 0         | 3 – 3 | 2 – 1      | 0 – 1         |

### KNVB Beker
| Groepsfase                                     | FC Twente                                                 | 3 – 1 (2 – 1) | AGOVV                                  |
| 19 september 1965 Plaats: Enschede Het Diekman | Dais ter Beek 3' Issy ten Donkelaar 14' Hans Roordink 84' |               | 15' Piet Smits                         |
| Groepsfase                                     | AGOVV                                                     | 1 – 2 (0 – 0) | De Graafschap                          |
| 7 november 1965 Plaats: Apeldoorn Berg & Bos   | Jan Fiechter 51'                                          |               | 50' Henk van Brussel 61' Ben Zweers    |
| Groepsfase                                     | Tubantia                                                  | 0 – 3 (0 – 2) | AGOVV                                  |
| 2 januari 1966 Plaats: Hengelo Veldwijk        |                                                           |               | 7', 65' Aart Inklaar 32' Kees Nijdeken |

## Statistieken AGOVV 1965/1966

### Eindstand AGOVV in de Nederlandse Tweede divisie A 1965 / 1966
| Stand | Gespeeld | Gewonnen | Gelijk | Verloren | Punten | Doelpunten voor | Doelpunten tegen |
| ----- | -------- | -------- | ------ | -------- | ------ | --------------- | ---------------- |
| 11e   | 28       | 8        | 4      | 16       | 20     | 38              | 53               |

### Topscorers
| #                | Naam                         | Goal |
| ---------------- | ---------------------------- | ---- |
| 1.               | Wim Bleijenberg              | 8    |
| 1.               | Kees Nijdeken                | 8    |
| 3.               | Jan Fiechter                 | 5    |
| 3.               | Piet Smits                   | 5    |
| 5.               | Piet Panman                  | 3    |
| 6.               | Jan Evers                    | 2    |
| 6.               | Jan Vreugd                   | 2    |
| 8.               | Harry Apeldoorn              | 1    |
| 8.               | Aart Inklaar                 | 1    |
| 8.               | Wim Rijkeboer                | 1    |
| Eigen doelpunten |                              |      |
| –                | Henk Klunder (Heerenveen)    | 1    |
| –                | Jan de Vries (Zwolsche Boys) | 1    |
| Totaal           | Totaal                       | 38   |

| #      | Naam          | Goal |
| ------ | ------------- | ---- |
| 1.     | Aart Inklaar  | 2    |
| 2.     | Jan Fiechter  | 1    |
| 2.     | Kees Nijdeken | 1    |
| 2.     | Piet Smits    | 1    |
| Totaal | Totaal        | 5    |